# Мур, Тейлор
Тейлор Мур (англ. Taylor Moore; род. 12 мая 1997, Уолтемстоу, Большой Лондон) — английский футболист, защитник клуба «Валансьен».

## Карьера

### Клубная
Тейлор начал заниматься футболом в клубе «Дебден Спортс», с 2003 по 2004 год Мур играл в юношеской команде «Вест Хэм Юнайтед». Когда Тейлору было семь лет, его родители решили переехать во Францию. В новой стране англичанин продолжил занятия футболом в маленьком любительском клубе «Этапль». Спустя пять лет защитник перешёл в молодёжную команду «Ланса».
16 августа 2014 года Мур дебютировал за вторую команду «Ланса», выступавшую в Национальном дивизионе 2. 3 мая 2015 года защитник провёл первую игру в Лиге 1, выйдя в стартовом составе на матч с «Лиллем». Мур отметился голевой передачей, однако его клуб проиграл 1:3.

### В сборной
В мае 2014 года Тейлор был включён в состав сборной Англии на юношеский чемпионат Европы 2014 в Мальте. На турнире полузащитник провёл четыре из пяти матчей своей команды, в том числе и финальную встречу с Нидерландами, в которой англичане завоевали чемпионский титул в серии пенальти.

## Достижения
Англия (до 17)
- Чемпион Европы: 2014